# Marco de los Reyes
El Marco de los Reyes es un bloque de mármol blanco veteado en rosa, colocado en 1752 para fijar la línea divisoria entre los dominios de España y Portugal, según lo dispuesto en el Tratado de Madrid (1750).

## Historia
Se construyó en Lisboa, en sus cuatro caras mayores fueron esculpidas leyendas alusivas al hecho y el nombre de los Reyes de la época. Se ubicaba en la Sierra de Carapé (Lavalleja) donde yacía semi-enterrado desde que el General Pedro de Cevallos dio orden de que fueran destruidos este y los dos restantes.
En el año 1895 fue trasladado a su actual ubicación en la Plaza del Vigía, departamento de Maldonado.
En el año 2013, el profesor Daniel Tais publicó su libro llamado "El Marco de los Reyes. Un grito: Volveré", cuyo contenido plantea el tema del origen de este hallazgo histórico en el departamento de Lavalleja. En el libro cuenta cómo autoridades de la ciudad de Minas hicieron lo posible por restablecer el Marco a su lugar de origen, sin poder lograrlo.
Según el nuevo tratado, Portugal debía ceder Colonia a los españoles y estos las Misiones a los portugueses, además de intercambiar otros territorios; por esta razón al convenio también se le llama de Permuta.
En lugar de las líneas fronterizas establecidas en el tratado de Tordesillas ahora las fronteras se establecerán de acuerdo a la posesión efectiva de las tierras, con las características geográficas como límites naturales; así Portugal duplica en un instante el territorio brasileño pues los bandeirantes habían ocupado gran parte del dominio español en sus cacerías de esclavos indígenas. El pionero de este convenio fue Alexandre De Gusmao, diplomático nacido en Santos que logró establecer en Europa el nuevo concepto de frontera (ocupación y geografía).
Para delimitar la nueva frontera, se nombran dos comisiones, la del norte ( al norte del Río Amazonas y otra al sur cuyos comisarios eran el Marqués de Valdelirios por España y Gómez Freire por la parte portuguesa.
La del sur se divide además en tres partidas; la primera coloca tres marcos para “marcar” los límites. Además del Marco de los Reyes, el mejor conservado de la terna, se colocan otros dos, uno en Valizas en la falda del cerro de la Buenavista Marco de Castillos ubicado en la actualidad en la Fortaleza de Santa Teresa y otro en India Muerta Marco de India Muerta ubicado actualmente en la Plaza Lapeyre Rocha; estos dos últimos muy deteriorados.
La tercera partida que debía demarcar desde el Río Paraguay hasta el Río Jaurú, coloca un cuarto marco en la desembocadura de este último río Marco de Jaurú, ubicado actualmente en la ciudad de Cáceres (Mato Grosso), Brasil. Este marco está muy bien conservado y permite apreciar como eran en un principio los otros tres, pues los cuatro marcos eran idénticos y su diseño se encuentra, con la documentación de la Comisión de Límites, en el Archivo General de Simancas.